# Neritos
Neritos is een geslacht van vlinders van de familie spinneruilen (Erebidae).

## Soorten
- N. abdominalis Rothschild, 1909
- N. affinis Rothschild, 1909
- N. albicollis Hampson, 1905
- N. apiciplaga Rothschild, 1909
- N. atta Schaus, 1920
- N. cardinalis Dognin, 1899
- N. carmen Schaus, 1905
- N. coccinea Schaus, 1905
- N. coccineata Rothschild, 1935
- N. cotes Druce, 1896
- N. croceicauda de Toulgoët, 1987
- N. croceicorpus de Toulgoët, 1990
- N. cucufas Schaus, 1924
- N. cybar Schaus, 1924
- N. cyclopera Hampson, 1905
- N. chrysozona Schaus, 1905
- N. discobola Hampson, 1905
- N. discophora Hampson, 1916
- N. drucei Rothschild, 1909
- N. eximius Rothschild, 1910
- N. fereunocolor de Toulgoët, 1987
- N. flavibrunnea Dognin, 1911
- N. flavimargo Joicey & Talbot, 1916
- N. flavipurpurea Dognin, 1914
- N. flavomarginata Rothschild, 1910
- N. flavoroseus Walker, 1855
- N. gibeauxi de Toulgoët, 1989
- N. griseotincta Rothschild, 1909
- N. hampsoni Rothschild, 1909
- N. holophaea Hampson, 1905
- N. improvisa Dognin, 1923
- N. leucoplaga Hampson, 1905

- N. leucostigma Sepp, 1892
- N. macrostidza Hampson, 1905
- N. maculosa Schaus, 1905
- N. marmorata de Toulgoët, 1983
- N. metaleuca Dognin, 1911
- N. neretina Dyar, 1898
- N. nigricollum Dognin, 1892
- N. odorata Rothschild, 1909
- N. patricki de Toulgoët, 1990
- N. pectinata Rothschild, 1935
- N. phaeoplaga Hampson, 1905
- N. postflavida de Toulgoët, 1982
- N. prophaea Schaus, 1905
- N. psamas Cramer, 1779
- N. purpurescens Rothschild, 1909
- N. repanda Walker, 1855
- N. roseata Gaede, 1928
- N. samos Druce, 1896
- N. sanguipuncta Schaus, 1901
- N. sardanapalus Rothschild, 1909
- N. sorex Druce, 1902
- N. subflavida de Toulgoët, 1982
- N. syntomoides Rothschild, 1910
- N. tremula Schaus, 1905